# Synomera francalis
Synomera francalis är en fjärilsart som beskrevs av William Schaus 1906. Synomera francalis ingår i släktet Synomera och familjen nattflyn. Inga underarter finns listade i Catalogue of Life.